# Гаррі Гоаз
Гаррі Гоаз (англ. Harry Goaz; нар. 27 грудня 1960,  Джексонвіль, Північна Кароліна, США) — американський актор, відомий роллю помічника Енді Бреннена в телесеріалі «Твін Пікс».

## Біографія
Гаррі Гоаз народився в  Джексонвіль, Північна Кароліна, США, дитинство проходило в Бомонті, Техас. Гоаз став магістром витончених мистецтв у Техаському університеті в Остіні. Також Гаррі вчився під керівництвом американського актора Вільяма Трейлора в The Loft Studio.

## Кар'єра
Коли Гоаз був затверджений на роль помічника Енді Бреннена в серіалі «Твін Пікс» Девіда Лінча, він працював водієм у приватній компанії. Потім актор знявся у кількох епізодах серіалу «Містичне містечко Ейрі в Індіані». У фільмі «Твін Пікс: Вогню, іди зі мною» Гоаз знову з'явився в ролі Енді Бреннена, але у фінальній версії стрічки сцени з актором були вирізані. Після роботи в кримінальному трилері Стівена Содерберга «Там, у середині» актор не знімався десять років і повернувся в кінематограф у 2005.
У 2009 Гоаз виконав роль детектива в історії про двох дітей «Святий Нік», а наступного року з'явився у науково-фантастичній стрічці «Землянин». У новому сезоні «Твін Пікса» актор знову виконав роль Енді Бреннена.

## Фільмографія
| Рік       |    | Українська назва                 | Оригінальна назва              | Роль         |
| --------- | -- | -------------------------------- | ------------------------------ | ------------ |
| 1990—1991 | с  | Твін Пікс                        | Twin Peaks                     | Енді Бреннен |
| 1991—1992 | с  | Містичне містечко Ейрі в Індіані | Eerie, Indiana                 | сержант Найт |
| 1992      | ф  | Твін Пікс: Вогню, іди зі мною    | Twin Peaks: Fire Walk with Me  | Енді Бреннен |
| 1995      | ф  | Там, у середині                  | Underneath                     | Касі         |
| 2005      | ф  |                                  | Deadroom                       | Лейтон       |
| 2009      | ф  | Святий Нік                       | St. Nick                       | детектив     |
| 2010      | ф  | Землянин                         | Earthling                      | Томас Гед    |
| 2014      | ф  | Твін Пікс: Вирізані сцени        | Twin Peaks: The Missing Pieces | Енді Бреннен |
| 2015      | кф | Підставна особа                  | Figurehead                     | Гаррі        |
| 2017      | с  | Твін Пікс: Повернення            | Twin Peaks: The Return         | Енді Бреннен |